# James Paul Clarke

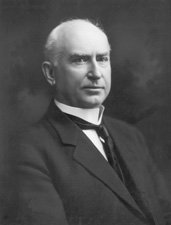
James Paul Clarke

James Paul Clarke (* 18. August 1854 in Yazoo City, Yazoo County, Mississippi; † 1. Oktober 1916 in Little Rock, Arkansas) war ein US-amerikanischer Politiker (Demokratische Partei) und zwischen 1895 und 1897 Gouverneur des Bundesstaates Arkansas.

## Leben
Nach dem Besuch der örtlichen Schulen seiner Heimat studierte Clarke an der University of Virginia Jura. Dort machte er im Jahr 1878 sein Examen. Ein Jahr später zog er nach Helena in Arkansas, wo er eine erfolgreiche Kanzlei eröffnete. Clarkes politischer Aufstieg begann im Jahr 1886 mit seiner Wahl in das Repräsentantenhaus von Arkansas. 1888 wurde er in den Staatssenat gewählt, im Jahr 1891 wurde er Präsident dieses Gremiums. Zwischen 1892 und 1895 war er Attorney General von Arkansas. Im Jahr 1894 wurde James Clarke zum Gouverneur von Arkansas gewählt.

## Politik
Clarkes zweijährige Amtszeit begann am 8. Januar 1895. In dieser Zeit brachte er einige Gesetzesentwürfe in das Staatsparlament ein, die allesamt keine Mehrheit fanden. Darunter war ein Vorschlag zur Verlängerung der Amtszeiten der öffentlichen Ämter von zwei auf vier Jahre. Damit verlief seine Amtszeit ohne größere politische Ereignisse. Nach Ablauf seiner Amtszeit war Clarke in Little Rock als Anwalt tätig. Im Jahr 1903 wurde er in den US-Senat gewählt. Dort blieb er bis zu seinem Tod im Jahr 1916. Zwischen 1913 und 1915 war er sogar Präsident dieses Gremiums. Außerdem war er in mehreren Ausschüssen vertreten. James Clarke war mit Sallie Moore Wooten verheiratet. Das Paar hatte drei Kinder.